# USS Intrepid (CV-11)
Pour les autres navires du même nom, voir USS Intrepid.
L'USS Intrepid (CV-11) est un porte-avions de classe Essex de l'United States Navy. Mis en service le 16 août 1943, il est le quatrième navire de l'US Navy à porter ce nom. Il participa à la Seconde Guerre mondiale dans le théâtre du Pacifique, ainsi qu'à la guerre du Viêt Nam. En outre, il fut navire récupérateur pour les missions spatiales des programmes Mercury et Gemini de la NASA.
Désarmé, il est actuellement navire musée dans le port de New York à l'Intrepid Sea-Air-Space Museum.

## Construction et lancement
L'USS Intrepid fut lancé le 26 avril 1943 par Newport News Shipbuilding & Dry Dock Co., Newport News, en Virginie, le cinquième porte-avions de classe Essex. Il fut parrainé par l'épouse du vice-amiral John H. Hoover (en). Le 16 août 1943, il fut mis en service et envoyé dans les Caraïbes pour une série de test et la formation de l'équipage.
Au début de décembre, le navire intégra la United States Pacific Fleet et prit la direction de l'océan Pacifique depuis la base navale de Norfolk en passant par le canal de Panama où, le 9 décembre, il s'arracha des fixations entraînant une petite fuite dans la coque. Réparé provisoirement à Balboa, il rejoignit la base navale de San Francisco afin de subir une réparation complète en cale sèche.

## Seconde Guerre mondiale

### Les Îles Marshall
Le 3 décembre 1943, l'USS Intrepid partit de la base navale de San Francisco pour Hawaï. Il arriva à Pearl Harbor le 10 janvier et se prépara pour l'invasion des îles Marshall, prochain objectif dans la stratégie du saute-mouton mise en place par l'US Navy. Six jours plus tard, il quitta Pearl Harbor avec les porte-avions Cabot et Essex.
Le 29 janvier 1944, il fit un raid sur les îles à l'angle nord-est de l'atoll de Kwajalein et appuya l'attaque jusqu'à ce que toute opposition ait disparu. Au 31 janvier, les raids avaient détruit les 83 avions japonais basés sur l'île de Roi-Namur. Les premiers débarquements furent effectués sur les îlots voisins. Au matin de ce jour-là, les avions de l'Intrepid mitraillèrent l'île Ennuebing jusqu'à dix minutes avant que les premiers Marines atteignent les plages. Trente minutes plus tard, cet îlot, qui protégeait le flanc sud-ouest de Roi-Namur, fut sécurisé, permettant de mettre en place de l'artillerie pour soutenir l'assaut sur Roi-Namur. Le 2 février, son travail dans la capture des îles Marshall désormais terminé, il se dirigea vers les îles Truk, l'importante base japonaise logistique et opérationnelle dans le centre de la Micronésie.

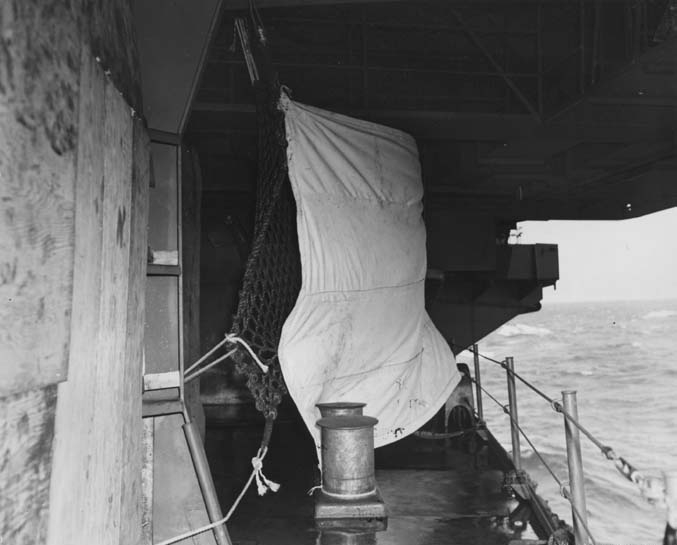
Voile temporaire sur l'USS Intrepid à la suite du torpillage déformant son gouvernail.

À l'aube du 17 février 1944, au sein de la Task Force 58, il arriva inaperçu aux îles Truk.
17 février - 18 février : les trois groupes coulèrent deux destroyers japonais et 180 000 tonnes de la marine marchande dans les deux jours d'attaques presque continues lors de l'opération Hailstone. Le raid de porte-avions démontra la vulnérabilité de Truk et réduisit ainsi grandement son utilité pour les Japonais.
Dans la nuit du 17 février, une torpille aérienne frappa l'Intrepid 5 m en dessous de sa ligne de flottaison, inondant plusieurs compartiments et déformant son gouvernail. En lançant ses moteurs bâbord à pleine puissance et arrêtant ses moteurs tribord, le navire garda à peu près le bon cap. L'équipage déplaça l'ensemble des avions sur le pont avant, afin d'augmenter son voile d'avant pour favoriser l'aide au pilotage.
Le 19 février, les vents violents furent trop puissants pour ce système de direction improvisé, amenant la proue du navire à pointer vers Tokyo. À ce moment, l'équipage fabriqua une voile de fortune faite de bois, de filets de fret et de toile pour augmenter encore son voile d'avant, permettant ainsi à l'Intrepid de tenir son cap.
Le 24 février 1944, l'Intrepid atteignit Pearl Harbor. Après des réparations temporaires, il fit route le 16 mars vers la base navale de San Francisco.
En juin 1944, il fut prêt à reprendre du service et partit pour deux mois d'opérations hors de Pearl Harbor, puis aux îles Marshall.

### Palaos et mer des Philippines

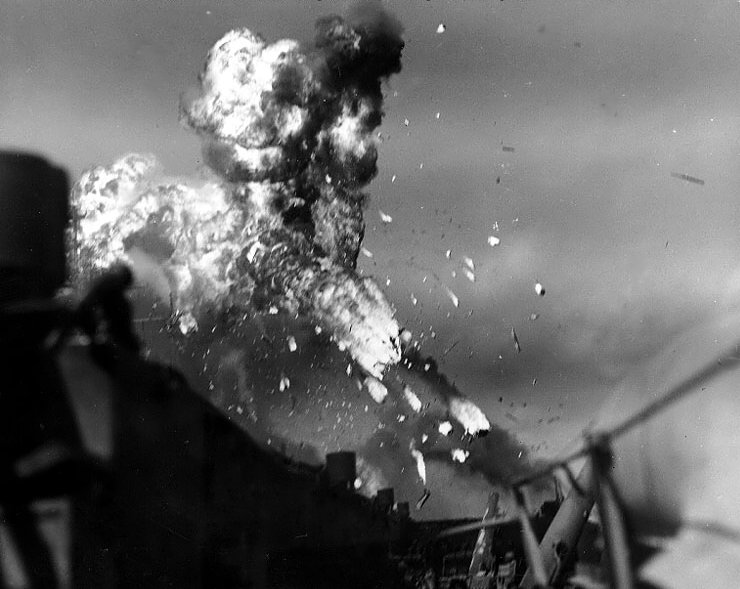
L'avion d'un kamikaze se désintègre après avoir heurté l'USS Intrepid le 25 novembre 1944.

Le 6 et 7 septembre 1944, les avions de l'Intrepid frappèrent les positions japonaises dans les Palaos, se concentrant sur les aérodromes et les emplacements d'artillerie de Peleliu.
Le 8 septembre, la Task Force 58 se dirigea en direction de l'ouest vers le sud des Philippines, et les deux jours suivants, les avions de l'Intrepid frappèrent des aérodromes sur Mindanao.
Du 12 au 14 septembre, ils effectuèrent des raids sur les bases japonaises dans la mer de Visayan.
Le 17 septembre, l'Intrepid retourna aux Palaos pour soutenir les Marines face aux Japonais cachés dans les grottes et les mangroves sur Peleliu.
Lorsque les combats s'enracinèrent et virèrent à l'homme-à-homme, il retourna aux Philippines pour préparer le débarquement. Ses avions frappèrent à travers tout le pays, mais également Okinawa et Formose, afin de neutraliser les menaces aériennes japonaises à Leyte.
Le 20 octobre 1944, les avions de l'Intrepid effectuèrent des missions de soutien lors du débarquement de Leyte. La marine japonaise, s’efforçant désespérément de conserver les Philippines, convergea vers le golfe de Leyte et l'opposition avec la marine américaine se déroula lors de la bataille du golfe de Leyte du 23 au 26 octobre 1944.
Le 24 octobre au matin, un avion de l'Intrepid repéra le navire amiral Yamato du vice-amiral Takeo Kurita. Deux heures plus tard, des avions de l'Intrepid et de l'USS Cabot bravèrent l'intense DCA pour lancer une offensive sur la force centrale des Japonais. Lors de cette attaque qui dura une journée entière, ils coulèrent le cuirassé Musashi et endommagèrent son sister-ship le Yamato, ainsi que les cuirassés Nagato et Haruna, et le croiseur lourd Myōkō.
Cette nuit-là, la troisième flotte de l'amiral William F. Halsey se dirigea au nord pour intercepter la force mobile japonaise, repérée au large de la pointe nord-est de Luçon. Au lever du jour, les avions décollèrent pour attaquer les navires japonais au cap Engaño. Un avion de l'Intrepid frappa le porte-avions léger Zuihō. Puis les bombardiers américains coulèrent son navire jumeau le Chitose, et un avion de l'Intrepid ou de l'USS San Jacinto frappa d'une torpille le porte-avions Zuikaku, coupant ses communications et entravant sa direction.

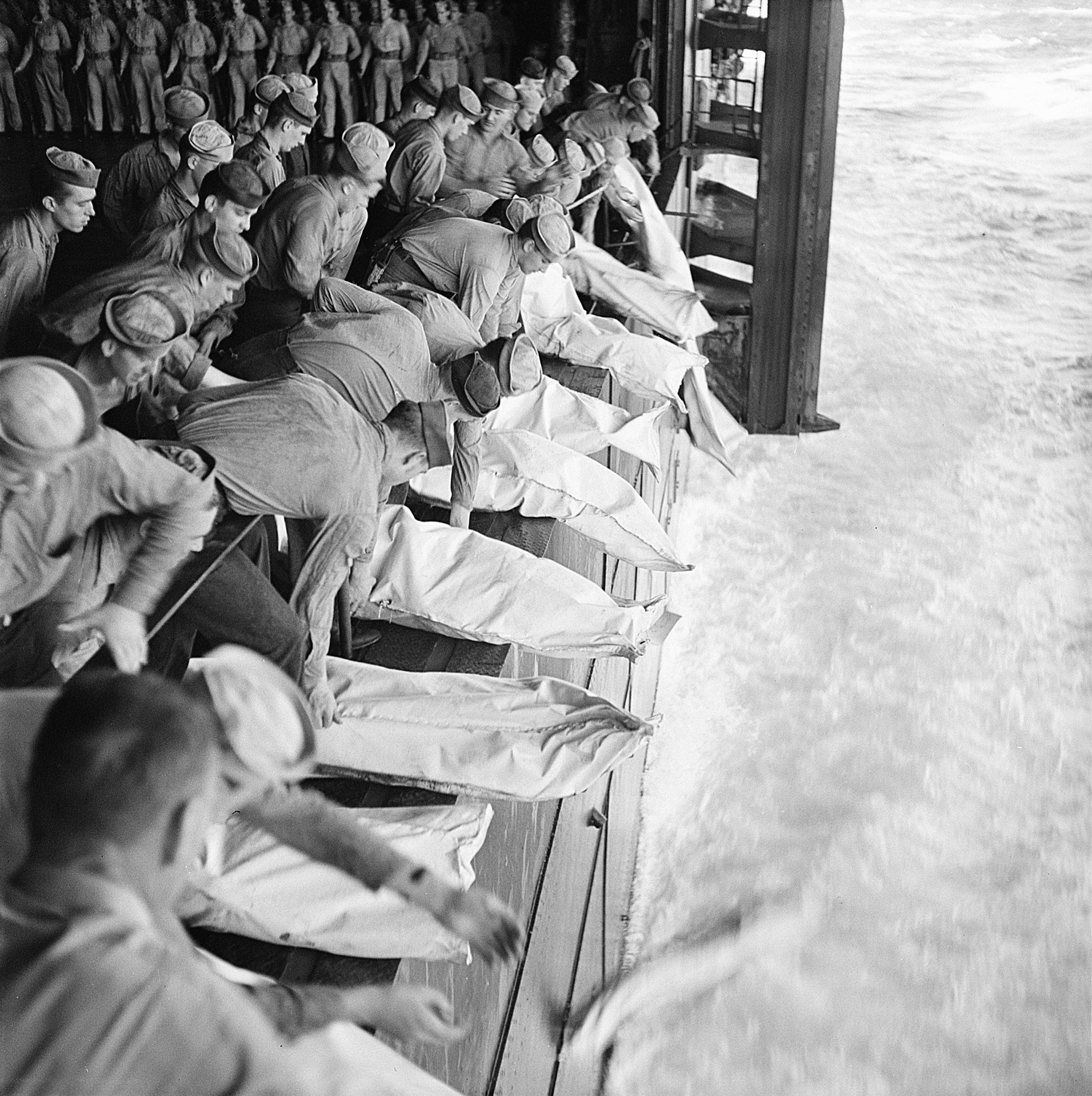
Enterrement en mer pour les victimes d'un kamikaze.

L'avion en feu d'un kamikaze s'écrasa sur l'un des canons de l'Intrepid, tuant dix hommes et en blessant six. L'avarie fut rapidement maîtrisée et permit au porte-avions de reprendre les opérations aériennes. Le 25 novembre, peu après midi, une importante force aérienne japonaise frappa les porte-avions. En cinq minutes, deux kamikazes s'écrasèrent sur l'Intrepid, tuant six officiers et cinq membres d'équipage, sans toutefois endommager sa propulsion où entraîner son retrait du combat, et en moins de deux heures le feu fut éteint.
Le lendemain, il retourna à San Francisco où il arriva le 20 décembre pour les réparations.

### Okinawa
À la mi-février 1945, l'Intrepid fut de retour et se dirigea vers l'atoll d'Ulithi. Le 18 mars, ses avions envoyèrent des frappes puissantes contre les aérodromes de Kyūshū. Le matin, un bimoteur japonais G4M explosa à seulement 15 m de l'Intrepid, envoyant une pluie d'essence en feu et de pièces d'aéronefs incendiant le pont du hangar, mais que les équipes de secours éteignirent rapidement. Les avions se joignirent aux attaques sur les restes de la flotte japonaise ancrée à Kure, endommageant 18 navires ennemis, y compris le cuirassé Yamato et le porte-avions Amagi.
Les porte-avions se tournèrent ensuite vers Okinawa, pour participer à l'assaut amphibie le plus important de la guerre du Pacifique lors de la bataille d'Okinawa. En chemin, les avions attaquèrent les îles Ryūkyū pour affaiblir les ouvrages défensifs ennemis les 26 et 27 mars. Le 1er avril 1945, l'invasion débuta et l'Intrepid effectua des missions de soutien contre des cibles sur Okinawa et des raids contre les aérodromes japonais aux alentours de l'île.
Le 16 avril, au cours d'un raid aérien, un avion japonais plongea sur le pont d'envol de l'Intrepid abîmant le moteur et une partie du fuselage droit, tuant huit hommes et en blessant 21. En moins d'une heure l'incendie fut éteint, et seulement trois heures après l'accident les avions pouvaient à nouveau débarquer sur le navire. Le lendemain, il se retira pour atteindre San Francisco pour subir des réparations entre le 19 mai et le 29 juin. Le 7 août, il arriva à Eniwetok où, le 15 août, il reçut comme message de "cesser ses opérations offensives".
Après des arrêts à Okinawa, Jinsen en Corée et Taku en Chine, l'Intrepid arriva aux îles Mariannes. Dans le cadre de l'opération Magic Carpet, il rapatria les troupes américaines dans leur pays. Le 15 décembre 1945, il arriva à San Pedro en Californie.

## Après-guerre

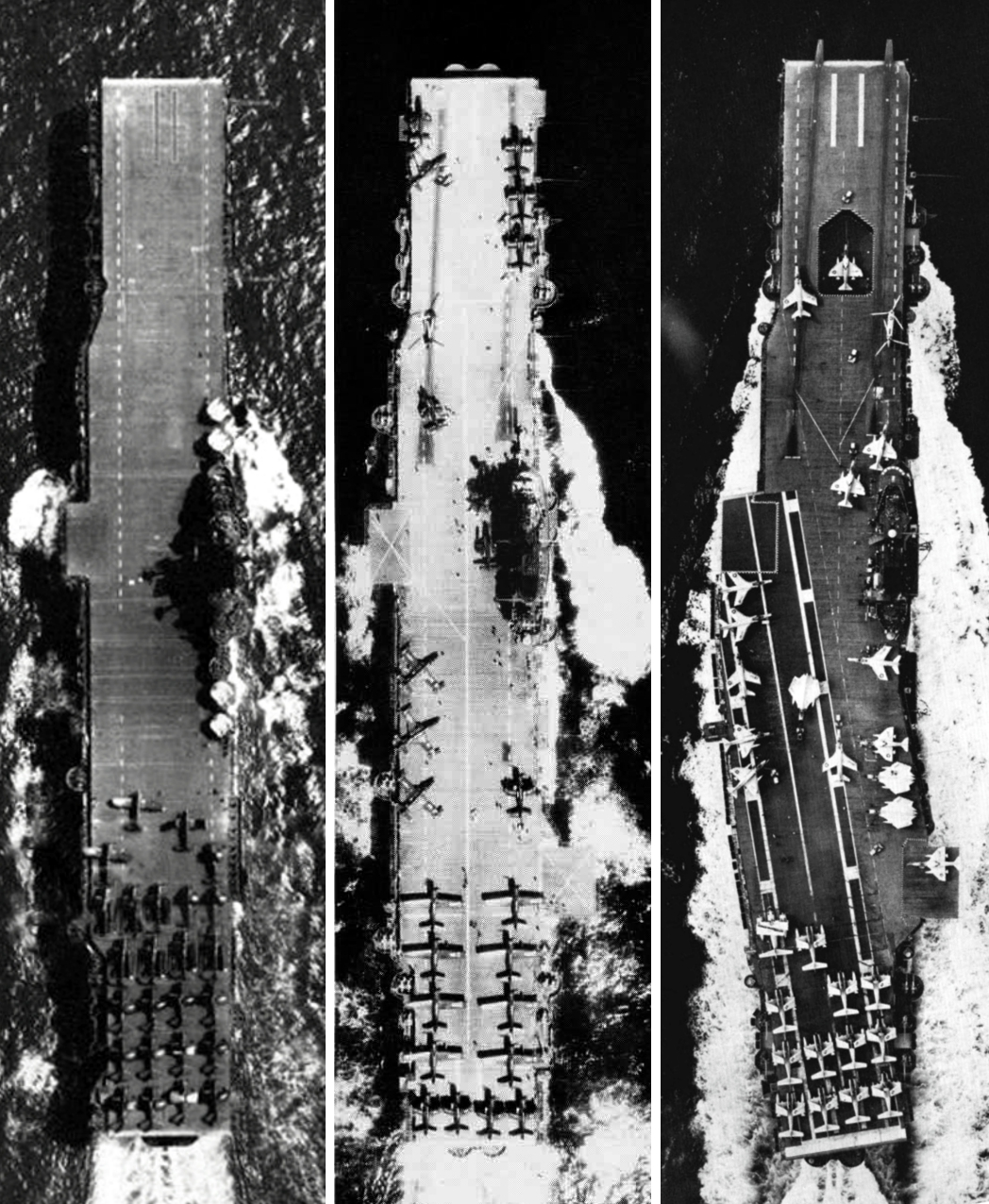
Vue du pont d'envol de l'USS Intrepid en 1945, 1955 et 1959.

L'Intrepid fut déplacé à San Francisco le 15 août 1946 et placé dans la flotte de réserve du Pacifique. En février 1952, il fut brièvement remis en service afin de gagner le chantier naval de Newport News en Virginie. Pendant deux ans, le programme de modernisation pour les porte-avions de classe Essex fut appliqué à l'Intrepid afin de l'équiper d'un pont d'envol renforcé, de nouveaux brins d'arrêt et de catapultes à vapeur. Reclassifié en tant que CVA-11 (Attack Aircraft Carrier), le porte-avions fut à nouveau en service en juin 1954. Après des tests en 1955 dans la baie de Guantánamo, l'Intrepid quitta la Naval Station Mayport, en Floride, pour deux déploiements en Méditerranée avec la 6e flotte. Le 29 septembre 1956, il se dirigea vers le chantier naval New York Navy Yard pour un nouveau programme de modernisation jusqu'en mai 1957, afin de le doter d'un pont d'envol oblique. En septembre 1957, il quitta les États-Unis pour participer à l'opération Strikeback, un exercice naval organisé par l'OTAN. Entre 1958 et 1961, l'Intrepid alterna les déploiements en Méditerranée avec des opérations le long de la côte est des États-Unis et des exercices dans les Caraïbes. Le 8 décembre 1961, il est reclassifié en tant que CVS-11 (Antisubmarine Aircraft Carrier).

### Navire de récupération pour la NASA
Dans le cadre de la guerre froide et de la course à la Lune lancée avec l'Union soviétique, le Department of Defense Manned Space Flight Support Office (DDMS) coordonne de 1958 à 1975 l'action du département de la Défense en soutien au programme lunaire habité de la NASA. Ce soutien comprend la récupération des astronautes et de leurs capsules, dévolue aux porte-avions, ainsi que les communications spatiales, le transfert d’informations et le soutien médical.
Après des exercices d'entraînement, l'Intrepid fut choisi comme navire principal de l'équipe de récupération de l'astronaute Scott Carpenter et sa capsule spatiale Mercury-Atlas 7.
Le 24 mai 1962, peu avant midi, Carpenter réalisa son amerrissage dans l'Atlantique, mais manqua le point d'atterrissage de 460 kilomètres, en dehors de la portée radio de la flotte de secours. Un avion de recherche fut en mesure d'identifier la capsule après quelques minutes et informa les unités de sauvetage à bord de l'Intrepid. Deux hélicoptères avec du personnel médical, des responsables de la NASA, des photographes et des nageurs de combat à bord, décollèrent et se dirigèrent à sa rescousse. Carpenter, qui avait grimpé dans son radeau de sauvetage dans l'intervalle, put, après trois heures, être finalement récupéré et emmené au porte-avions.
De 1962 à 1964, l'Intrepid fit partie de la flotte de l'Atlantique dans son rôle de porte-avions anti-sous-marins.

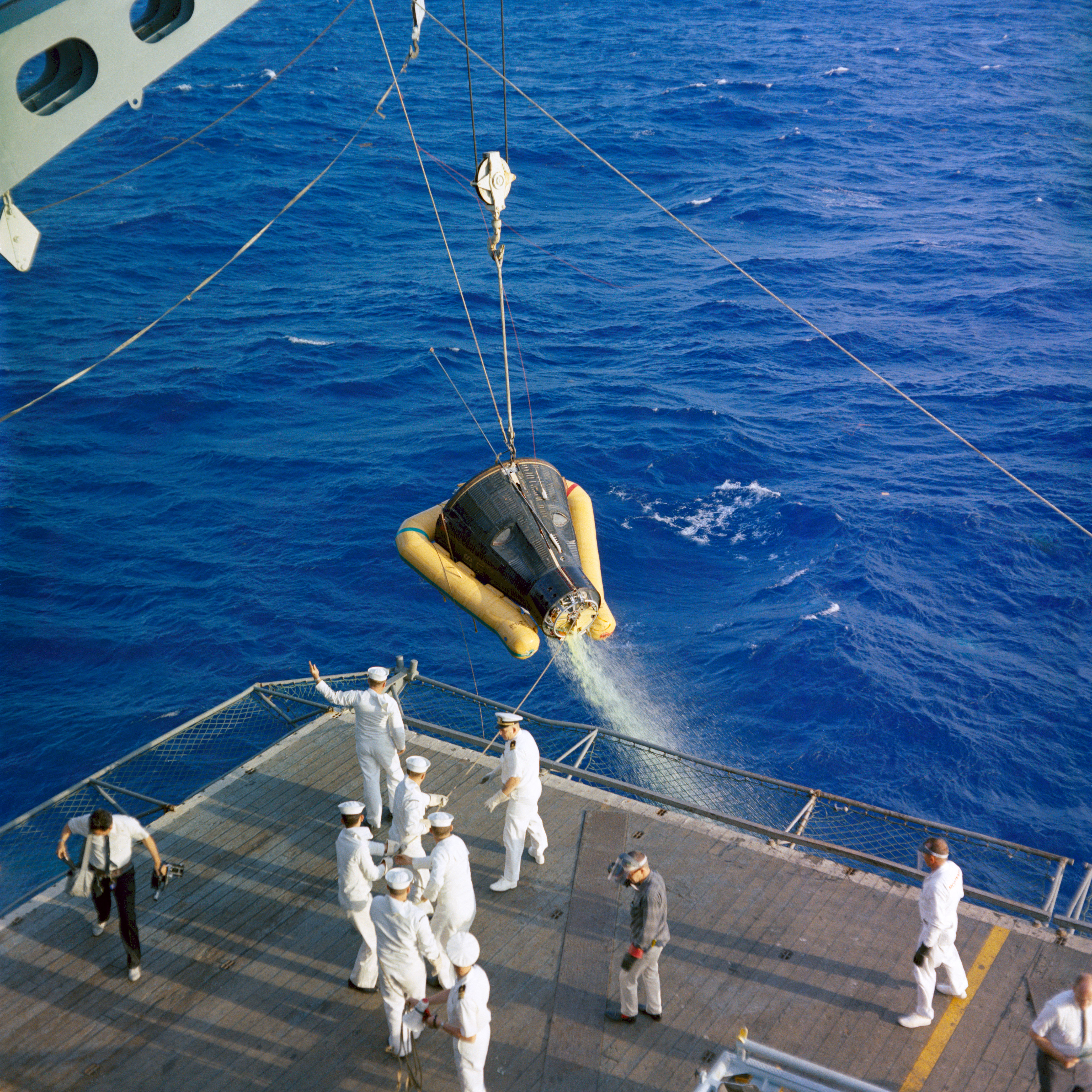
La capsule Gemini 3 ramenée à bord de l'USS Intrepid.

Au début de 1965, l'équipage de l'Intrepid commença les préparatifs en vue de sa prochaine opération de récupération pour la NASA. Dans la matinée du 23 mars débuta le premier vol habité d'un véhicule du programme Gemini, Gemini 3, avec les astronautes Virgil Grissom en tant que commandant et John Young en tant que pilote. Après trois orbites et près de cinq heures de vol, l’amerrissage se déroula à environ 84 kilomètres de l'Intrepid. Un hélicoptère de la Navy récupéra les astronautes et les amena au porte-avions pour un examen médical et un débriefing. Plus tard, l'engin spatial fut récupéré et apporté avec les astronautes à Cap Kennedy.
Après cette mission, l'Intrepid fut révisé et modernisé au New York Navy Yard. Lorsque le travail fut à 75 % terminé, il fut conduit de l'East River à la base navale de Bayonne dans le New Jersey. Le travail terminé, le porte-avions se dirigea vers Cuba pour réaliser des tests dans la baie de Guantánamo.

### Guerre du Viêt Nam
À la mi-1966, l'US Navy envoya l'Intrepid au sein de la 7e flotte. Le porte-avions réalisa trois déploiements au cours de la guerre du Viêt Nam au sein du groupe aérien embarqué Carrier Air Wing Ten, du 4 avril au 21 novembre 1966, du 11 mai au 30 décembre 1967 et du 4 juin 1968 au 8 février 1969. Le porte-avions était en particulier destiné aux missions d'interception, notamment des MIG-17 nord-vietnamiens, au-dessus du Viêt Nam du Sud. Jusqu'à neuf A-4 Skyhawk et six A-1 Skyraider, chargés de bombes et de roquettes, furent catapultés en sept minutes, avec un intervalle de seulement 28 secondes entre les lancements. Quelques jours plus tard des avions furent lancés avec un intervalle de 26 secondes.

### Les années 1970
D'avril à octobre 1971, l'Intrepid prit part à des exercices de l'OTAN, et passa par les ports de Lisbonne, Plymouth, Kiel, Naples, Cannes, Barcelone, Hambourg, Copenhague, Greenock, Rosyth, Portsmouth, et de Bergen. Durant cette campagne, les opérations de détection de sous-marins furent menées dans la mer Baltique et au bord de la mer de Barents au-dessus du cercle polaire arctique, sous étroite surveillance de l'aviation et de la marine soviétique.
Puis, à partir de juillet 1972, l'Intrepid participa une fois de plus à des exercices de l'OTAN, et passa à Copenhague, Rotterdam, Bergen, Bruxelles, Portsmouth et Gourock.
Après un dernier déploiement en Méditerranée, le porte-avions fut désarmé le 15 mars 1974.

## Préservation

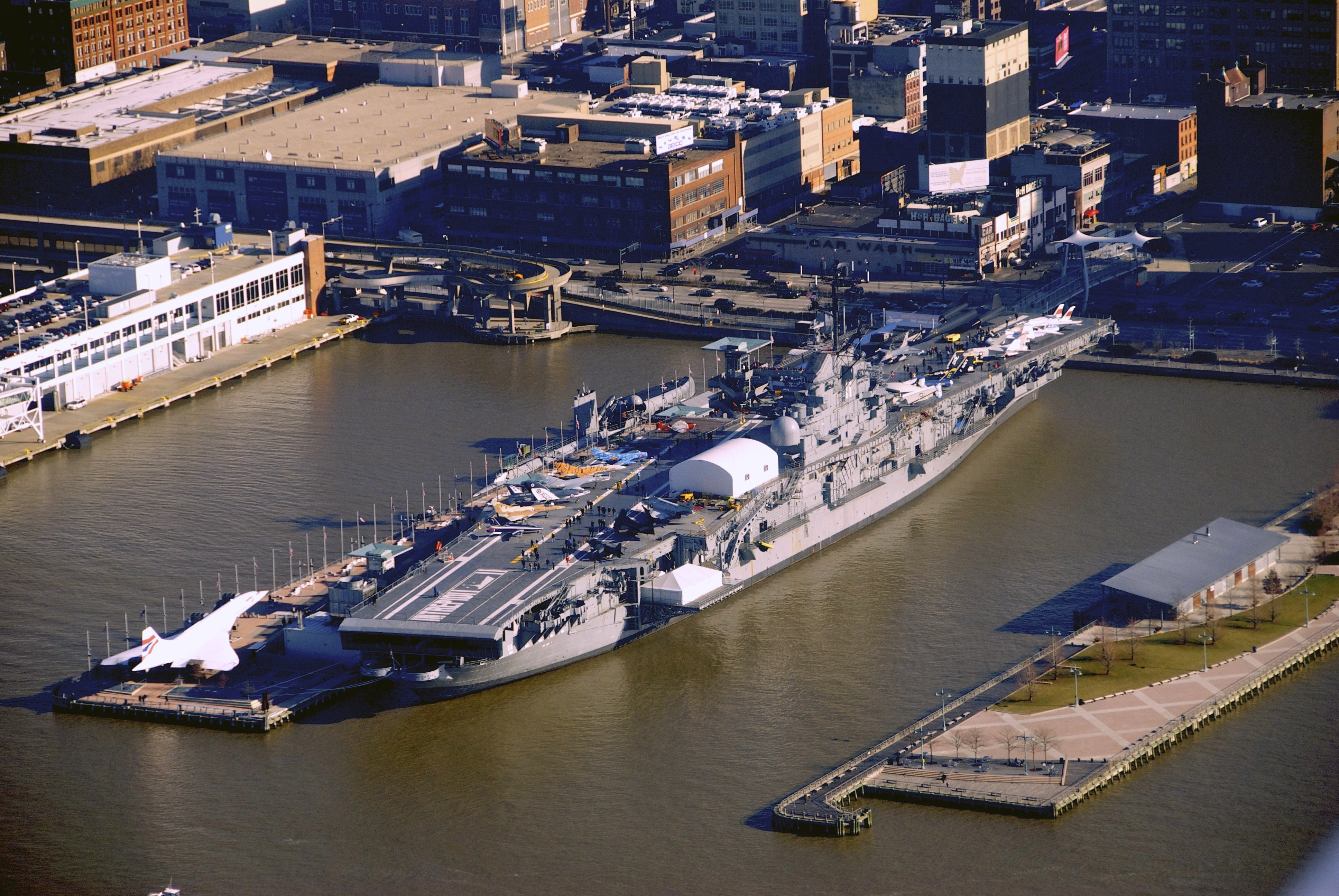
L'USS Intrepid amarré au quai 86 à New York. Il y est préservé depuis 1982 comme navire musée à l'Intrepid Sea-Air-Space Museum.

En 1976, l'USS Intrepid est amarré au Philadelphia Naval Shipyard de Philadelphie et héberge des expositions dans le cadre des célébrations du bicentenaire des États-Unis. À l'origine amené à être démoli après son retrait du registre de la marine, une campagne menée par le promoteur immobilier Zachary Fisher et l'Intrepid Museum Foundation sauvèrent le porte-avions, et il fut conservé comme navire musée. En août 1982, l'Intrepid Sea-Air-Space Museum ouvrit ses portes à New York et quatre ans plus tard, l'Intrepid fut officiellement considéré comme un site historique national.
Au fil des ans, le porte-avions a accueilli de nombreux événements et même transformé provisoirement en un centre des opérations du FBI après les attentats du 11 septembre 2001.

### Rénovation
Au début de juillet 2006, il fut annoncé que l'Intrepid serait l'objet de rénovations et de réparations, ainsi que le quai 86 où il est amarré. Il ferma le 1er octobre 2006, en vue de son remorquage à Bayonne dans le New Jersey pour les réparations, et plus tard à Staten Island pour sa rénovation et son amarrage temporaire,.
Le 6 novembre 2006, une première tentative de retirer le porte-avions de l'embarcadère pour sa restauration fut temporairement stoppée par la Garde côtière des États-Unis. Malgré l'utilisation de plusieurs remorqueurs, combinant 22 000 kW, le navire resta bloqué en raison de l'accumulation de 24 ans de limon.
Le 11 novembre 2006, l'US Navy annonça qu'elle dépenserait 3 millions de dollars pour draguer la vase et le limon sous le porte-avions. Cette opération fut menée par le United States Navy's Supervisor of Salvage and Diving (SUPSALV) avec l'aide du Corps du génie de l'armée de terre des États-Unis, des gardes-côtes et d'entrepreneurs. Les équipes travaillèrent pendant trois semaines pour nettoyer le site.
Le 5 décembre 2006, après la suppression de 30 000 m3 de boue sous le bateau et autour de ses quatre hélices géantes, l'Intrepid fut déplacé de son quai et remorqué jusqu'à Bayonne avec succès. Les réparations terminées, l'Intrepid fut remorqué à Staten Island le 6 juin 2007 pour subir la prochaine phase de son réaménagement, avec notamment une rénovation intérieure de 8 millions de dollars. Le coût total de la rénovation s'éleva à 120 millions de dollars : 55 millions pour le navire et 65 millions pour le quai 86[réf. souhaitée].

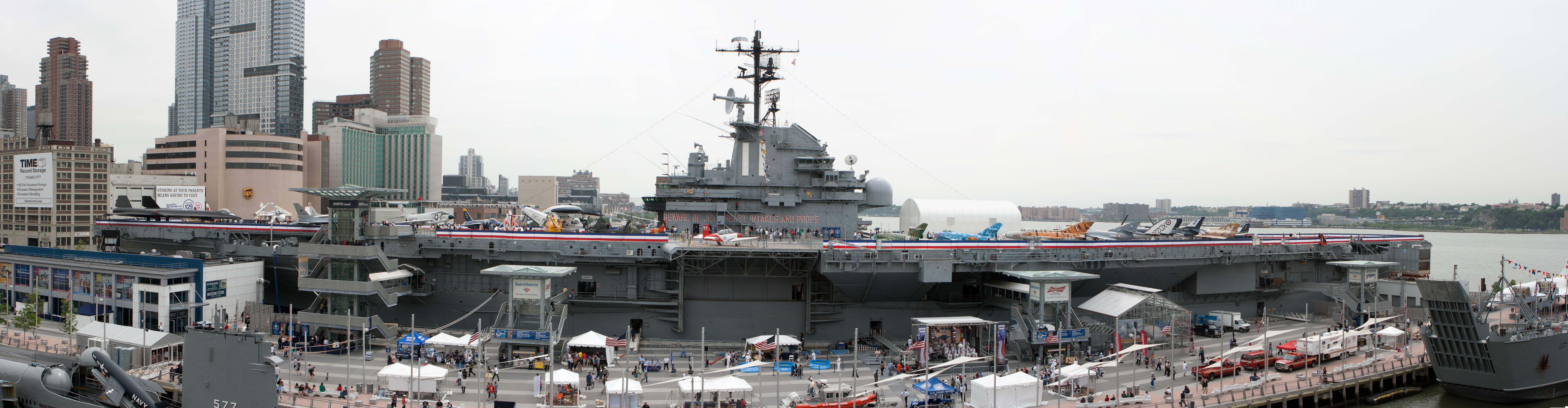
Panorama de l'USS Intrepid lors la Semaine de la flotte 2010.

## Décorations
liste des décorations obtenues par l'USS Intrepid:
- World War II Victory Medal
- Navy Occupation Service Medal
- Vietnam Service Medal
- National Defense Service Medal
- Philippine Republic Presidential Unit Citation
- Philippine Liberation Medal
- Vietnam Campaign Medal
- Navy Unit Commendation
- Navy Expeditionary Medal
- China Service Medal
- American Campaign Medal
- Asiatic-Pacific Campaign Medal
- Gallantry Cross (en)

## Media
L'USS Intrepid apparaît en tant que navire musée dans le film d'aventure Benjamin Gates et le Trésor des Templiers (2004). Dans le film d'anticipation post-apocalyptique Je suis une légende (2007), le personnage interprété par Will Smith joue au golf sur l'aile d'un avion-espion A-12 situé sur le pont d'envol du porte-avions.

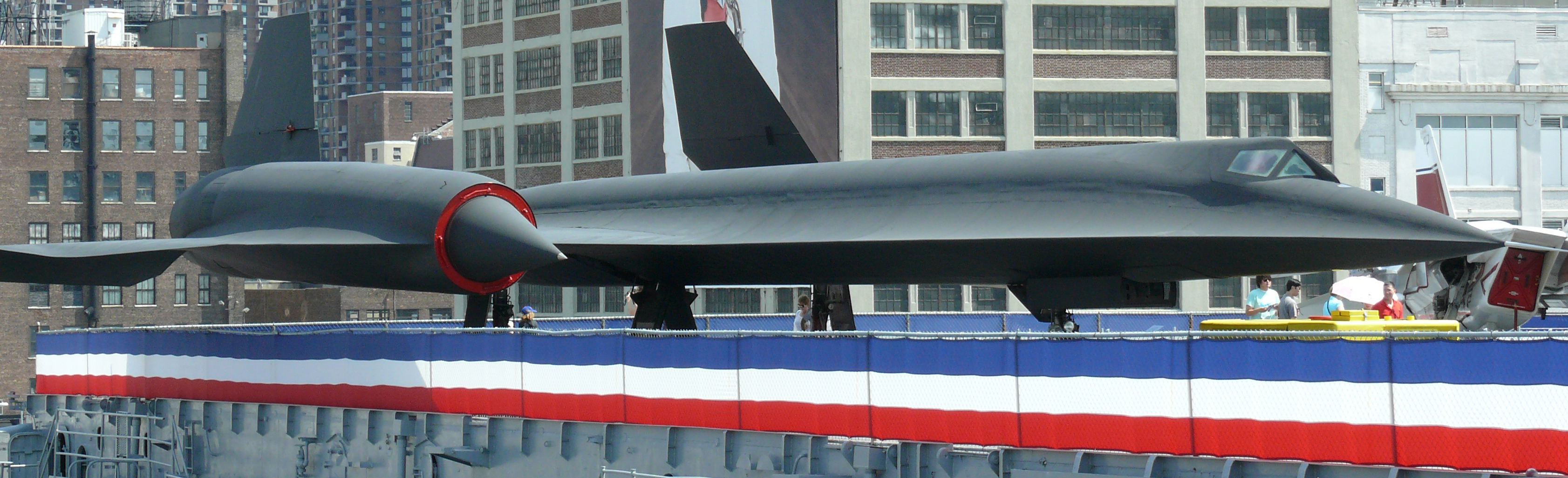
Un avion-espion A-12 sur le pont d'envol de l'USS Intrepid.

Du 13 au 16 août 2012, l'humoriste Stephen Colbert diffusa son show télévisé depuis le pont de l'Intrepid et y organisa un festival de musique rock.

## Hommage
Fin 2010, sous la direction d'Ed Diment, des passionnés construisirent à l'échelle 1/40e une réplique du porte-avions entièrement en Lego. Cette maquette est exposée à Great Western Lego Show à Swindon, en Angleterre.

## Sources
- (en) Cet article est partiellement ou en totalité issu de l’article de Wikipédia en anglais intitulé « USS Intrepid (CV-11) » (voir la liste des auteurs).
- (en) Harry A. Butowsky, « National Register of Historic Places Inventory USS « Intrepid » », National Park Service, 1985 (consulté le 26 mai 2012)
- (en) John Roberts, The Aircraft Carrier « Intrepid » : Anatomy of the Ship, US Naval Institute Press, 2003, 96 p. (ISBN 978-0870219016)